# Svibovec Podravski
Svibovec Podravski je naselje u Republici Hrvatskoj, u sastavu Općine Sračinec, Varaždinska županija. 

## Zemljopis
Nalazi se u nizini na sjeveru Hrvatskog zagorja. Na sjeveru je rijeka Drava. Manjim dijelom, graniči sa Slovenijom te međimurskom županijom.

## Povijest
Godine 1453. Ladislav Posthumus dodjeljuje Čazmanskom Kaptolu posjede Buttinovecz i Zwybovecz (Svibovec). g. 1521. Ta sela prisvaja si Baltazar Batthyany. g. 1530. Ova sela opustošili su Turci pod vodstvom Sulejmana. g. 1543. Dravski otok Zrepychar (Črepničar) kod Varaždina počinje g. 1543. Dravski otok Zrepychar (Črepničar) kod Varaždina počinje naseljavati s bjeguncima pred Turcima (Vlasima) zapovjednik tvrđave i grada Varaždina Ivan Ungriad. g. 1544. Kralj Ferdinand vodi istragu i vraća ta sela Kaptolu nakon što ih je oteo Batthyany-ju. g. 1552. Nakon borbe s Turcima na viničkom polju 3. i 4. listopada, kako izvještava Nikola Zrinski i Luka Sekelj, opljačkana i popaljena su mnoga u okolici, a poreza Ambroz Gregorijanec izvještava da su posve spaljena sela: Sračinec, Trnovec, Vidovec, Biškupec, Obrež, Čeprlinec i Velkovec, pa nije mogao ubrati porez. Ovu pustoš i paljevinu učinile su čete Ulema bega. g. 1553. Zapisano je da je u selu Sračinec živio još samo jedan kmet vlastelinov (Da li Batthyany-jev ili Kaptolov?). g. 1566. Upisan je u poreski registar Zrachynecz (Sračinec) i Zrepychar (Črepničar) ili drugim imenom Zwybovecz (Svibovec) g. 1567. 31. prosinca dao je kralj Maksimilijan gradu Varaždinu popaljeno selo Zrachynecz i priredio Gomulycze. g. 1587. Zrachynecz i Swybovecz daju kmetska podavanja i gradu i župniku. Tadašnji župnik Antun Vramec dobiva 3 voza drva, 2 kopuna i 6 kruhova (za godinu dana). Varaždinska župa kojoj pripadaju ova dva sela spominje se godine 1334. a bila je posvećena svetom Vjenceslavu. Tek u drugoj polovici 15. stoljeća zove se župa Sv. Nikole. g. 1619. Ta godina je uklesana na kamen na ulazu tornja u Svibovcu, a dao ju je sagraditi "na čast svemogućega Boga i slavu Sv. Benedikta" Franjo Vršić (o njem se ništa ne zna)
Sračinec je nekad služio kao zapadna vrata grada Varaždina. Kako se broj stanovništva povećavao, Sračinec i Svibovec Podravski postali su općina Sračinec.
Ovi povijesni zapisi pronađeni su kod ovih povjesničara: R. Horvat: "Povijest grada Varaždina?rukopis " str. 181-5 A. B. Krčelić: "Notitiae". str. 411 Istwanffy: "Regni Hungarci historia" Vjekoslav Klaić: "Povijest Hrvata" v. str. 117. i 242. Varaždinsku zbornik 1181. 1981. str. 238. Statuta Capituli Zagrebiensis str. 120. R. Horvat: Varaždin koncem 16. vijeka str. 29.

## Stanovništvo
U općini se nalaze dva mjesta: Sračinec (3725 stanovnika) i Svibovec Podravski (989 stanovnika). Hrvati čine 98% stanovništva
Prema popisu stanovništva iz 2001. godine, naselje je imalo 989 stanovnika te 291 obiteljskih kućanstava.
| broj stanovnika | 365   | 404   | 407   | 504   | 520   | 608   | 690   | 774   | 925   | 980   | 954   | 921   | 951   | 957   | 989   | 945   | 871   |
|                 | 1857. | 1869. | 1880. | 1890. | 1900. | 1910. | 1921. | 1931. | 1948. | 1953. | 1961. | 1971. | 1981. | 1991. | 2001. | 2011. | 2021. |

## Gospodarstvo
Svi ljudi većinom se bave poljoprivredom, ali polako napuštaju poljoprivredu i kreću se baviti industrijskim poslom.

## Spomenici i znamenitosti
- Kapela sv. Benedikta u Svibovcu Podravskom

## Obrazovanje
- PŠ Svibovec Podravski

## Kultura
- KUD "Benedikt"
- Udruga Črepičar

## Šport
- NK Podravac, Svibovec Podravski
- DVD Svibovec Podravski